# 山口修 (美術デザイナー)
山口 修（やまぐち しゅう、1946年 - ）は日本の映画美術監督、デザイナー。

## 略歴
長野県松本市出身。円谷プロの『ウルトラセブン』の美術助手のアルバイトを端を発し、美術スタッフとして『怪奇大作戦』、『ファイヤーマン』、宣弘社の『シルバー仮面』、三船プロダクションの時代劇などに参加、池谷仙克の指導を仰ぐ。以後『スターウルフ』『恐竜大戦争アイゼンボーグ』を経て、『ウルトラマン80』の美術デザイン全般を担当。
『帰ってきたウルトラマン』や『ウルトラマンA』の美術デザイナー井口昭彦は長野県松本深志高等学校での先輩にあたる（2014年9月6日松本市シネマライツ8における井口のサイン会後のインタビューにて語られた）。
円谷作品以降は映画を中心に活動、主な作品に『世界の中心で、愛をさけぶ』、『遺体 明日への十日間』などがある。

## 主な参加作品

### キャラクターデザイン
- 1977年『小さなスーパーマン ガンバロン』
  - ミニチュアデザイン
- 1977年『恐竜探険隊ボーンフリー』
  - ボーンフリー号[1]
- 1977年『恐竜大戦争アイゼンボーグ』
  - アイゼンボー[1]
  - 恐竜魔王ゴッテス[1]
- 1978年『スターウルフ』
  - バッカスIII世号[1]
  - ウルフクロー[1]
  - ビッグクラスター[1]
- 1979年『ザ☆ウルトラマン』
  - 象怪獣 ファンダス（第28話）[2]
  - 翼竜怪獣 クワァイラス（第28話）[2]
  - 合体怪獣 ダバラン（第28話）[2]
  - ドストニー1号（第43話）[2]
  - ドストニー2号（第43話）[2]
  - モンキ・ドストニー（第43話）[2]
  - 電送怪獣 ネオドストニー（第43話）[2]
- 1980年『ウルトラマン80』
  - ウルトラマン80[1]
  - UGM隊員制服
  - 月の輪怪獣 クレッセント（第1話）[3]
  - 羽根怪獣 ギコギラー（第2話）[3]
  - 硫酸怪獣 ホー（第3話）[3]
  - だだっこ怪獣 ザンドリアス（第4話）[3]
  - 親怪獣 マザーザンドリアス（第4話）[3]
  - 四次元宇宙人 バム星人（第5話）[3]
  - 四次元ロボ獣 メカギラス（第5話）[3]
  - UFO怪獣 アブドラールス（第6話）[3]
  - 騒音怪獣 ノイズラー（第7話）[3]
  - 復活怪獣 タブラ（第8話）[3]
  - オイル怪獣 ガビシェール（第9話）[3]
  - 変形怪獣 ズルズラー（第10話）[3]
  - 毒ガス怪獣 メダン（第11話）[3]
  - マグマ怪獣 ゴラ（第12話）[3]
  - 再生怪獣 サラマンドラ（第13話）[3]
  - テレポート怪獣 ザルドン（第14話）[3]
  - 実験怪獣 ミュー（第15話）[3]
  - テレパシー怪獣 デビロン（第16話）[3]
  - 人間怪獣 ラブラス（第17話・18話）[3]
  - タコ怪獣 ダロン（第17・18話）[3]
  - 吸血怪獣 ギマイラ（第17・18話）[3]
  - 惑星怪獣 ガウス（第19話）[3]
  - コブ怪獣 オコリンボール（第20話）[3]
  - 残酷怪獣 ガモス（第21話）[3]
  - L85宇宙人 ザッカル（第21話）[3]
  - 古代怪獣 ゴモラII（第22話）[3]
  - アメーバ怪獣 アメーザ（第23話）[3]
  - 戦闘円盤 ロボフォー（第24話）[3]
  - 友好宇宙人 ファンタス星人（第24話）[3]
  - 変身怪獣 アルゴン（第25話）[3]
  - 巨大化怪獣 ゲラ（第26話）[3]
  - 異次元人 メビーズ（第26話）[3]
  - 泡星人 アルゴ星人（第27話）[3]
  - 渡り鳥怪獣 バル（第28話）[3]
  - スペースジョーズ ザキラ（第28話）[3]
  - 渓谷怪獣 キャッシー（第29話）[3]
  - 変身宇宙人 ザタン星人（第30話）[3]
  - 侵略怪獣 ザタンシルバー（第30話）[3]
  - 植物もどき怪獣 ゾラ（第31話）[3]
  - スクラップ幽霊船 バラックシップ（第32話）[3]
  - 工作怪獣 ガゼラ（第33話）[3]
  - 巨大怪魚 アンゴーラス（親、子）（第34話）[3]
  - 三つ首怪獣 ファイヤードラコ（第35話）[3]
  - 昆虫怪獣 グワガンダ（第36話）[3]
  - 宇宙忍者 バルタン星人（五代目）
  - 心霊怪獣 ゴースドン（第38話）[3]
  - 怪獣少年 テツオン
  - すもう怪獣 ジヒビキラン（第40話）[3]
  - ゼロ戦怪鳥 バレバドン（第41話）[3]
  - 侵略星人 ガルダン大王（第43話）[3]
  - 遊牧星人 ガラガラ星人（第43話）[3]
  - 宇宙忍者 バルタン星人（六代目）
  - どくろ怪獣 レッドキング（三代目）
  - 壺の精 マアジン
  - 紫外線怪獣 グロブスク（第47話）[3]
  - マラソン怪獣 イダテンラン（第48話）[3]
  - 合体怪獣 プラズマ（第49話）[3]
  - 合体怪獣 マイナズマ（第49話）[3]
  - 冷凍怪獣 マーゴドン（第50話）[3]
- 1983年『アンドロメロス』怪獣[1]
- 1984年『ウルトラマン物語』
  - 超合体怪獣 グランドキング[1]
  - 小型怪獣 ドックン[1]
- 1993年『ウルトラマンVS仮面ライダー』
- 2018年『SSSS.GRIDMAN』
  - 多事多難怪獣 ゴーヤベック

### 美術・特殊美術
- 『シルバー仮面』（1971年、TBS、宣弘社）
- 『ファイヤーマン』本編美術（1973年、日本テレビ、円谷プロダクション、萬年社）
- 『恐竜探険隊ボーンフリー』実写美術（1976年、円谷プロダクション）
- 『恐竜大戦争アイゼンボーグ』（1977年、円谷プロダクション）
- 『スターウルフ』（1978年、読売テレビ、円谷プロダクション）
- 『だいじょうぶマイ・フレンド』（1983年、監督：村上龍）
- 『世界の中心で、愛をさけぶ』（2004年、監督：行定勲）
- 『遠くの空に消えた』（2004年、監督：行定勲）
- 『春の雪』（2005年、監督：行定勲）
- 『輪廻』（2006年、監督：清水崇）
- 『あおげば尊し』（2006年、監督：市川準）
- 『ショコラの見た世界』（2007年、監督：行定勲）
- 『誰も守ってくれない』（2009年、監督：君塚良一）
- 『今度は愛妻家』（2010年、監督：行定勲）
- 『FLOWERS -フラワーズ-』（2010年、監督：小泉徳宏）
- 『レオニー』（2010年、監督：松井久子）
- 『任侠ヘルパー』（2012年、監督：西谷弘）
- 『遺体 明日への十日間』（2013年、監督：君塚良一）